# U.S. Route 211
La U.S. Route 211 (US 211) est une US Route auxiliaire de la US 11 se trouvant en Virginie. Elle parcourt 59,09 miles (95,10 km) entre l'I-81 / SR 211 à New Market et la US 15 Bus. / US 29 Bus. à Warrenton.

## Description du tracé

### Virginie
La US 211 débute à la jonction avec l'I-81 et la SR 211 à New Market. Après un bref multiplex avec la US 11, la route prend la direction de l'est pour atteindre Luray, en multiplex avec la US 340. Le multiplex prend fin et la US 211 continue vers l'est en traversant les montagnes. Elle atteint Sperryville et débute un multiplex avec la US 522 jusqu'à Warrenton. Là, elle croise la US 15 Bus. / US 29 Bus. et prend fin.

## Intersections majeures
Virginie
 I-81 / SR 211 à New Market
 US 11 à New Market. Les routes forment un multiplex dans la ville.
 US 340 près de Luray. Les routes forment un multiplex jusqu'à Luray.
 US 522 à Sperryville. Les routes forment un multiplex jusqu'au nord-est de Washington.
 US 15 Bus. / US 29 Bus. à Warrenton